# Cecil Kimber

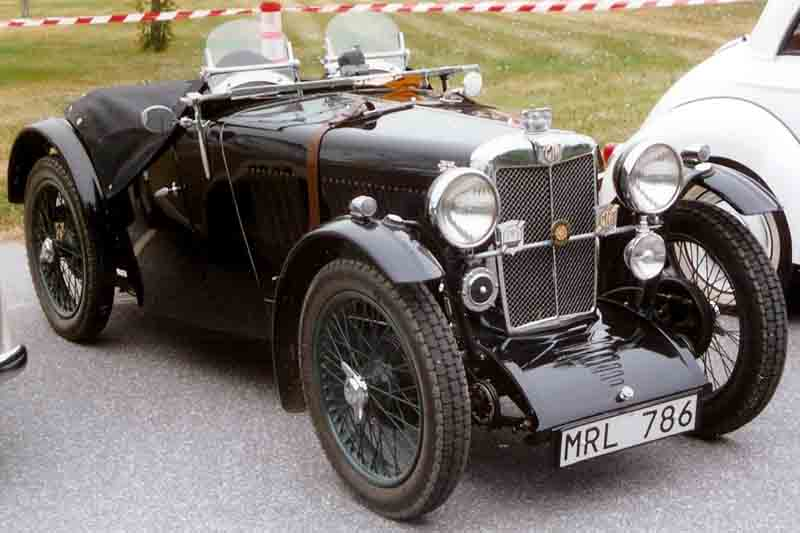
MG J2 1933 2

Cecil Kimber, född 12 april 1888 i Dulwich i södra London, död 4 februari 1945 i London, var en brittisk ingenjör och medgrundare till samt mångårig vd för den engelska sportbilstillverkaren MG (tidigare känt som "Morris Garages")

## Biografi
Kimbers personliga historia är visserligen nära förbunden med bilföretaget MG som han var med och grundade, men det var på sin fars tryckeri han började sin yrkeskarriär. Kimber intresserade sig mycket tidigt för motorcyklar, men efter en olycka där han allvarligt skadade sitt ena ben övergick han till att intressera sig för bilar och köpte 1913 en Singer på 10 hästkrafter. Hans bilintresse ökade allt mer och 1914 lämnade han familjeföretaget och tog istället anställning som assistent till chefsingenjören på det brittiska bilmärket Sheffield-Simplex. År 1916 kom han till AC Cars och efter ett kort mellanspel på Martinsyde kom han sedan 1919 till komponentleverantören EG Wrigley. Kimber kom så småningom 1921 som ung motorsportentusiast, företagsekonom och bildesigner i tjänst hos William Richard Morris (senare adlad Lord Nuffield, vilken under 1950- och 1960-talen kontrollerade en stor del av den brittiska bilproduktionen), och var chef för Morris-fabrikens försäljningskontor i Oxford ("Morris Garages").
Med sin entusiasm för motorsport i kombination med både organisatoriska- och konstnärliga talang, designade han sportiga varianter av Morris-bilar vilka tack vare sina tekniska lösningar snabbt vann anhängare. Bilarna från "Morris Garages" fick snabbt en rikstäckande popularitet genom de vid denna tid mycket populära back- och uthållighetstävlingarna, särskilt eftersom konstruktören Kimber själv, både gärna och framgångsrikt, satt bakom ratten. Genom ett konkurrenskraftigt pris blev MG-bilarna snabba sportbilar för den ’vanlige mannen’ och såldes i relativt stort antal. MG-fabriken expanderade snabbt och under Kimbers ledning grundades 1929 den nya fabriken i Abingdon, Oxfordshire, där MG Car Company tillverkade bilar fram till 1980. I juli 1930 blev Kimber utnämnd till vd för MG.
Efter att företaget MG i juli 1935 uppgått i Morris Motor Company (sedermera ombildat till Nuffield Organisation) kom Kimber på grund av sin stora hängivenhet för motorsport, sina strikta krav på högteknologiska fordon och i slutändan de höga kostnaderna detta engagemang medförde, att motarbetas av sina överordnade. Kimber fann det allt svårare att driva igenom sina tekniska krav. Följaktligen producerade MG fler traditionella personbilar än sportbilar under det sista produktionsåret före krigsutbrottet 1939. Som en direkt följd av andra världskriget lade MG fabriken om verksamheten till krigsproduktion där Kimbers främsta uppgift nu blev upphandling av försvarskontrakt till företaget, men hans målsättning var att åter kunna arbeta självständigt och att kunna återuppta sportbilproduktionen igen efter krigsslutet.
Kimber lämnade 1941 MG på grund av meningsskiljaktigheter med ledningen på Nuffield och tog sedan anställning hos karosstillverkaren Charlesworth Bodies som ställt om till krigsproduktion. Senare blev han platschef på Specialloid Pistons.
Kimber fick aldrig möjlighet att återuppta bilproduktionen under efterkrigstiden eftersom han avled till följd av en svår tågolycka vid King's Cross station i London några månader före krigsslutet, endast 56 år gammal.